# Marsdenia tinctoria
Marsdenia tinctoria är en oleanderväxtart som beskrevs av R. Brown. Marsdenia tinctoria ingår i släktet Marsdenia och familjen oleanderväxter. Inga underarter finns listade i Catalogue of Life.